# The Wedding Ringer
The Wedding Ringer är en amerikansk film från 2015 i regi av Jeremy Garelick, med Kevin Hart, Josh Gad och Kaley Cuoco i huvudrollerna.